# Стоян Донски
Стоян Ангелов, известен като Донски, е български революционер, войвода на Македонския комитет и Вътрешната македоно-одринска революционна организация.

## Биография
Донски е роден в 1869 година в битолското село Битуша, тогава в Османската империя, днес Парорио, Гърция. През 1894 година се установява в България. В 1895 година се включва в Четническата акция на Македонския комитет. Заловен е в сражение и е осъден на 101 години заточение в Диарбекир. След амнистия се завръща в Македония и живее в село Смилево. Става четник при Никола Геройски.
В 1901 година с Донски се свързва сръбският офицер и деец на Сръбската пропаганда в Македония Живоин Рафаилович и Донски става войвода на организирана и въоръжена от Белград чета. При пристигането си в Македония обаче Донски не пропагандира сърбизма, свързва се с ВМОРО, като полага клетва пред Георги Попхристов и става битолски околийски войвода. Води чета в Битолско и Ресенско, като в началото на 1902 година е заместен от Славейко Арсов. През това време негови укриватели са Мико Кокин в Смилево, Филип Терзиов в Градешница, Тодор Фурнаджиев в Лажец и Битоля.
Участва в Илинденско-Преображенското въстание и е сред защитниците на Смилево.
| Чета на Стоян Донски, 26 юни 1904 година | Чета на Стоян Донски, 26 юни 1904 година | Чета на Стоян Донски, 26 юни 1904 година | Чета на Стоян Донски, 26 юни 1904 година | Чета на Стоян Донски, 26 юни 1904 година |
| Номер                                    | Име                                      | Селище                                   | Околия                                   | Забележка                                |
| ---------------------------------------- | ---------------------------------------- | ---------------------------------------- | ---------------------------------------- | ---------------------------------------- |
| 1.                                       | Стоян А. Донски                          | Битуша                                   | Битолска                                 | убит                                     |
| 2.                                       | Михаил Карафилов                         | Дупяни                                   | Кичевска                                 | убит                                     |
| 3.                                       | Кочо Матев                               | Крушица                                  | Кичевска                                 | убит                                     |
| 4.                                       | Бойче Павлев                             | Миокази                                  | Кичевска                                 |                                          |
| 5.                                       | Любе Софрониев                           | Миокази                                  | Кичевска                                 |                                          |
| 6.                                       | Илия Христов                             | Неолени                                  | Леринска                                 | убит                                     |
| 7.                                       | Коле Гьоров                              | Лазарополе                               | Дебърска                                 |                                          |

В 1904 година четите на Стоян Донски, Славейко Арсов и Атанас Бабата са предадени от сърбомани и обградени край светиниколското село Горно Гюгянце. В шестчасово сражение, в което турците използват артилерия и кавалерия, загиват войводите Донски и Арсов заедно с 20 четници, между които и Илия Видинов. Останалите четници, начело с Атанас Бабата, успяват да пробият кордона. След сражението са наказани шпионите от Кокошино (вижте: Кокошинско клане).